# Hom Nguyen
 (janvier 2025).
Pour les articles homonymes, voir Nguyen.
Hom Nguyen, né le 20 septembre 1972 à Paris, est un artiste contemporain français d'origine vietnamienne,.

## Biographie

### Situation personnelle
Hom Nguyen naît le 20 septembre 1972 à Paris d'un père Vietnamien, qu’il ne connaîtra jamais et d'une  mère immigrée vietnamienne. Celle ci, assistante de coiffure, est rendue paraplégique par un accident de voiture alors qu'il a quatre ans. Il est adopté par le compagnon de celle-ci, mort au cours de son adolescence. Sa mère meurt en 2009. 

### Carrière artistique
Le décès de sa mère constitue un tournant décisif dans la vie de Hom Nguyen. Il choisit alors de se consacrer pleinement à l'art. La même année, il suit une formation de quelques mois auprès de tatoueurs du quartier de Shibuya à Tokyo, au Japon. À partir de 2011 et de son installation dans un atelier à Bagnolet, il se consacre uniquement au dessin et à la peinture, réalisant des portraits sur toile en grand format.
Son travail, portant sur la représentation de la figure humaine, est notamment exposé en 2015 au Grand Palais ainsi qu'en 2021 à Hong Kong,,,, et est mis en vente lors de foires internationales d'art contemporain. Le Bangkok Post souligne que l'artiste ne s'interdit aucune incursion vers d'autres sources d'inspiration, comme par exemple la tradition artistique et philosophique asiatique.
En 2024, la Poste célèbre les cent ans de la naissance de Charles Aznavour. Un timbre de collection à l'effigie du chanteur est réalisé par Hom Nguyen,.

## Engagements
Confronté au domaine hospitalier dès son enfance, il s'engage dans de nombreux projets pour la santé. Il fait don d'un portrait d'Édith Piaf à l'hôpital Tenon, et partage sa passion du dessin auprès des enfants hospitalisés à la pitié Salpêtrière. Il rend hommage au personnel soignant durant la pandémie de Covid-19 en collaborant avec la maison de maroquinerie Pinel & Pinel au sein du projet «Stay at Home » dont une partie des bénéfices est reversée à l'hôpital Robert Debré.
En 2019, à l’exposition « Artistes à la Une, Togeth’her » au musée de la Monnaie de Paris, 33 artistes contemporains du monde entier rendent hommage aux femmes en revisitant la couverture du Magazine Vogue Paris, en imaginant le portrait d’une femme iconique et inspirante à leurs yeux. Hom Nguyen choisit de dessiner le portrait de Michelle Obama. Les œuvres ont ensuite été mise aux enchères par la maison Christie's et les fonds collectés ont été reversés au Comité ONU Femmes France pour soutenir l'égalité des sexes et l'autonomisation des femmes.
En décembre 2021, le musée de l'Homme met en valeur des personnalités issues de la diversité qui ont fait l'histoire de France. Hom Nguyen réalise, pour cette exposition Portraits de France, une œuvre représentant Aimé Césaire.
En mai 2022, lors d'une expo-vente caritative à l'Hôtel National des Invalides dont il est le parrain, il fait don d'une œuvre pour soutenir les soldats blessés et les familles endeuillées de toutes les armées.
En 2024, il a été le parrain du salon solidaire d'art contemporain Solid’Art dont il a dessiné l’affiche, organisé sous l'égide du Secours Populaire, dont le but est de récolter des fonds convertis en journées vacances en faveur des enfants en difficulté,.

## Technique
Le travail de Hom Nguyen sur la matière se veut instinctif et contrôlé, donnant forme autant qu’il défigure. Il utilise de nombreuses matières différentes telles que l’huile, l’acrylique, l’encre, l'encre de chine, le feutre, la gouache ou le fusain. L'artiste réalise la plupart de ses œuvres sur toile au pinceau, stylo, couteau et dripping.

## Son œuvre
Inscrit dans une filiation expressionniste,, l’œuvre de l’artiste s’inscrit dans une démarche introspective traitant les questions d’intégration et d’immigration,.
Dans le cadre d'une conférence dédiée à Hom Nguyen donnée à l'université Paris-Sorbonne le 12 décembre 2017, Céline Berchiche, docteur en histoire de l'art diplômée de l'université Paris-Sorbonne IV, parle de « figuration lyrique » pour caractériser l'hypothèse de la « naissance » d'un nouveau mouvement d'art contemporain incluant Hom Nguyen, ignorant que ce vocable avait déjà été utilisé à propos de Jean Raine par René Deroudille en 1980. Selon Berchiche, faisant le pendant à l'abstraction lyrique de Georges Mathieu.

### Œuvres
- Aimé Césaire, œuvre réalisée pour l'exposition « Portraits de France » au musée de l'Homme, Paris, 2021[20].
- L'Abbé Pierre, hommage à l'appel de l'hiver 54, don de l’œuvre à la fondation Abbé-Pierre, Paris, 2021[33],[34].
- Napoléon, commémoration du 250e anniversaire de sa naissance, musée des Arts de la Citadelle de Calvi, Corse, 2019[35].
- Michelle Obama, exposition collective « Artistes à la Une, Togeth’her » revisitant la couverture de Vogue Paris en imaginant le portrait d’une femme iconique et inspirante à leurs yeux ,au musée de la Monnaie de Paris, Paris, 2019[17],[36].
- La Vie en rose, portrait d'Édith Piaf[37], hommage pour l’hôpital Tenon à Paris, 2019.
- Série Sans Repères, au musée du Palais de Tokyo, Paris, 2016[24],[38],[39].
- La Vénus à la fourrure, portrait de Marie Gillain, localisation inconnue, 2014[40].

## Distinctions
Il a reçu l'insigne de chevalier de l'Ordre national du Mérite de la France le 24 novembre 2021.

## Expositions
- 2025 : « Maeye », exposition personnelle, Bangkok et Chiang Mai, Thaïlande[42],[43].
- 2025 : One is art Gallery, exposition personnelle, Tokyo, Japon[44].
- 2025 : Musée du Touquet-Paris-Plage, exposition personnelle, Le Touquet-Paris-Plage, Paris, France[45].
- 2024 : Maison Bucherer Paris, Paris, France[46].
- 2024 : Solid Art, Paris, France[47].
- 2024 : Mairie du 13e, La Paix, Paris, France[48].
- 2023 : Step Creation Gallery, exposition personnelle, Hong Kong, Chine[49].
- 2023 : Musée d’art et d’histoire Paul-Éluard, exposition personnelle, Saint-Denis, France[50].
- 2023 : Musée de la Légion étrangère, portrait de Monsieur Légionnaire, Aubagne, France[51].
- 2023 : Centre d'art Atelier Grognard, exposition personnelle, Rueil Malmaison, France[52].
- 2022 : Hôtel des Invalides, exposition collective, Paris, France[21].
- 2021 : Musée de l'Homme, portrait d'Aimé Césaire pour l'exposition « Portraits de France », Paris, France[19].
- 2021 : Biennale de Paris, Grand Palais Éphémère, Paris, France[53].
- 2021 : S&S Art Gallery, exposition, Hô Chi Minh, Viêt Nam[54].
- 2021 : Musée de la Monnaie de Paris, « Togeth'her, les femmes iconiques de Madame Figaro », Paris, France[55].
- 2021 : Art Central, représenté par Step Creation, Hong Kong[56].
- 2021 : Place des Arts, Les valeurs humaines, exposition personnelle en plein air, Cergy Pontoise[57].
- 2021 : Fondation Abbé-Pierre, Portrait de l'abbé Pierre, Paris, France[34],[33].
- 2021 : SAC Gallery[58], Bangkok, Thaïlande[59].
- 2020 : Galerie Natacha Dassault, exposition personnelle, Paris, France[60].
- 2019 : Miaja Gallery, exposition personnelle, Singapour[61].
- 2019 : KIAF Art Fair[62], Séoul, Corée du sud[63].
- 2019 : Portraits de Légionnaires, œuvres permanentes, musée de la Légion étrangère, Aubagne[64].
- 2019 : L'Embarcadère - espace culturel, exposition personnelle, Montceau-les-Mines[65].
- 2019 : Musée des Arts de la Citadelle de Calvi[35], exposition personnelle, Tour de Sel, Calvi, Corse[66].
- 2019 : Château de Madame de Graffigny, Racines[67], exposition personnelle, Villers-lès-Nancy, France.
- 2019 : Édith Piaf, œuvre permanente, hôpital Tenon, Paris, France[37].
- 2019 : Musée de la Monnaie de Paris, « Togeth’her les femmes iconiques de Vogue », Paris, France[68].
- 2019 : SAC Gallery[69], Bangkok, Thaïlande.
- 2018 : Dark Side, exposition personnelle, Paris, France[70].
- 2018 : You Man, exposition personnelle, Hong Kong, Chine[71].
- 2018 : Bulgari, place Vendôme Paris, France.
- 2018 : Art Paris Art Fair, Grand Palais, Paris, France[72].
- 2018 : Voyage, représenté par A2Z Art Gallery, Station, Paris, France.
- 2018 : Life's Doodle, exposition personnelle, Bangkok,Thaïlande[73],[74].
- 2017 : Fondation d'art Montresso, exposition personnelle, Marrakech, Maroc[75],[76],[77].
- 2017 : Trajectoire, exposition personnelle, Paris, France[78],[79].
- 2017 : Musée Massey - Le Carmel, exposition personnelle, Tarbes, France[80],[81],[82],[83],[84],[85].
- 2017 : Art Paris Art Fair, représenté par A2Z Art Gallery, Grand Palais, Paris, France[86],[87],[88].
- 2017 : Art Central, représenté par A2Z Art Gallery, Hong Kong, Chine[89].
- 2016 : Asia Now, Paris Asian Art Fair, représenté entre autres par A2Z Art Gallery, 9 avenue Hoche, Paris, France[90],[91].
- 2016 : Série Sans Repères, exposition personnelle, Hongkong, Chine.
- 2016 : Inner Cry, exposition personnelle, Paris, France[92].
- 2016 : Série Sans Repères, Bali, Indonésie[93].
- 2016 : Série Sans Repères, Palais de Tokyo, Paris, France[24],[38].
- 2016 : Art Paris Art Fair, Grand Palais, Paris, France[94],[95]
- 2016 : Art Central HongKong, Hong Kong, Chine[96],[97].
- 2016 : Art Stage Singapour, Marina Bay Sands Expo and Convention Centre, Singapour, Singapour[98],[99].
- 2015 : État second, exposition collective (Hom Nguyen, Jin Bo, Gaël Davrinche, Kent Williams, Émeric Chantier), A2Z Art Gallery, Paris, France.
- 2015 : Exposition collective d’été, exposition collective (Hom Nguyen, Wang Keping, Ma Desheng, Nicolas Panayotou, Zhang Wei, Jin Bo), A2Z Art Gallery, Paris, France.
- 2015 : Art Paris Art Fair, Grand Palais, Paris, France[100].
- 2015 : Le combat du siècle, exposition personnelle, Paris, France[101].
- 2014 : Levée de voile, exposition personnelle, galerie Favardin et de Verneuil, Paris, France[43].
- 2013 : Beirut Art Fair, Beyrouth, Liban[102].
- 2011 : Fondation Pierre-Bergé, œuvre Geisha réalisée en collaboration avec Ora-ïto, vente aux enchères, Bruxelles, Belgique.

## [42],[103]Notes et références
1. ↑  « Hom Nguyen » , sur artsper.com (consulté le 16 janvier 2025)
2. 1 2 3  Tifenn Genestier, « Portraits de personnalités inspirantes : Hom Nguyen », sur unesco.sorbonneonu.fr, 3 novembre 2021 (consulté le 16 janvier 2025)
3. ↑  Collectif, « Hom Nguyen, le parcours fulgurant d’un artiste multifacettes », Art actuel, le magazine des arts contemporains,‎ mai 2014 (lire en ligne).
4. ↑  « Hom Nguyen, artiste aux mille traits », sur Koï, 31 mars 2023 (consulté le 30 mars 2025)
5. ↑  Marine De la Horie, « Hom Nguyen, le petit prince de la patine », Le Point, no 2036,‎ septembre 2011, p. 166-167 (lire en ligne).
6. ↑  Marine de la Horie, « Hom Nguyen, le petit prince de la patine », sur Le Point, 22 septembre 2011 (consulté le 20 février 2024)
7. ↑  Marie-France Chartrier, « Hom Nguyen, l’artiste portraitiste des stars », Paris Match, Paris,‎ décembre 2014 (lire en ligne).
8. ↑  (en) « So What - exhibition | organized by 'Magazine Latitudes' @SACBangkok », sur SAC Gallery, 10 février 2019 (consulté le 16 juillet 2021)
9. ↑  « Artistes à la Une : Togeth’HER », sur monnaiedeparis.fr (consulté le 16 juillet 2021)
10. ↑  « Step Creation at Art Central 2021 », sur artsy.net (consulté le 16 juillet 2021)
11. ↑  « Ma rencontre avec l'artiste Hom Nguyen », sur soblacktie.com (consulté le 22 février 2016)
12. ↑  « What's in a face? », sur bangkokpost.com (consulté le 7 septembre 2019)
13. ↑   « CHARLES AZNAVOUR : VOICI LE TIMBRE COMMÉMORANT LES 100 ANS DU CHANTEUR », sur CNEWS - Chaine d'information, 27 février 2024 (consulté le 25 mars 2024)
14. ↑   « La Poste dévoile un timbre-hommage pour les 100 ans de Charles Aznavour - France Bleu », sur ici, par France Bleu et France 3, 28 février 2024 (consulté le 25 mars 2024)
15. ↑  Elisa Casson, « L’instant mode : le malletier Pinel & Pinel s’associe à l’artiste Hom NGuyen pour rendre hommage au personnel hospitalier », sur elle.fr (consulté le 17 janvier 2025)
16. ↑  Anne-Sophie Lesage-Münch, « « Togeth’HER » : 33 artistes revisitent la couverture de « Vogue Paris » pour soutenir ONU Femmes », sur connaissancedesarts.com, 15 février 2019 (consulté le 17 janvier 2025)
17. 1 2  Élodie Falco, « 33 artistes revisitent les couvertures de Vogue avec des femmes célèbres », sur lefigaro.fr, 21 février 2019 (consulté le 17 janvier 2025)
18. ↑  « Le Musée de l’Homme célèbre les immigrés qui ont fait la France », sur francophonieactualités.com, 19 décembre 2021 (consulté le 17 janvier 2025)
19. 1 2  « Portraits de France - Une autre histoire de France », sur Musée de l'Homme (consulté le 4 décembre 2021).
20. 1 2  « Portraits de France : une exposition rend hommage aux grandes figures des Outre-mer et de l'immigration », sur Outre-mer la 1ère (consulté le 4 décembre 2021).
21. 1 2  « Expo Vente aux Invalides organisée par le Gouverneur Militaire de Paris », sur entraidemarine.org (consulté le 17 janvier 2025)
22. ↑  Dominique Douchin, « Hom Nguyen déroule son fil d’Ariane jusqu’au 18 mai 2025 au Touquet », sur lavoixdunord.fr, 22 octobre 2024 (consulté le 16 janvier 2025)
23. ↑  Maïlys Celeux-Lanval, « Au Carreau du Temple, un salon d’art solidaire offre des vacances à des enfants en difficulté », sur beauxarts.com, 30 avril 2024 (consulté le 16 janvier 2025)
24. 1 2 3  « Hom Nguyen, parrain de Solid’Art Paris », sur artshebdomedias.com, 4 avril 2024 (consulté le 16 janvier 2025)
25. 1 2  « Hom Nguyen, la recherche de l’invisible », sur Le Journal Des Arts (consulté le 20 février 2024)
26. ↑   [vidéo] « Tutoriel : Le dripping avec Hom Nguyen | Lefranc Bourgeois » (consulté le 20 février 2024)
27. ↑  « Visage contemporain par Hom Nguyen | Gazette Drouot », sur gazette-drouot.com, 4 mars 2021 (consulté le 20 février 2024)
28. ↑  « Hom Nguyen : Anh ta giấu mặt », sur pointcontemporain (consulté le 28 juillet 2021).
29. ↑  « La Face Katché - Hom Nguyen, le cireur de chaussures devenu peintre des stars », sur Dailymotion (consulté le 28 juillet 2021).
30. ↑  « Un nouveau mouvement d’art contemporain est né ! La “Figuration Lyrique” », sur Misskonfidentielle.com, 20/04.2018 (consulté le 20 avril 2018).
31. ↑  « Figuration lyrique implicite de Jean Raine (1980) » sur jeanraine.org.
32. ↑  Université Paris-Sorbonne, « Billetterie : Hom Nguyen ou la naissance de la « Figuration Lyrique » ? », sur billetweb.fr (consulté le 15 décembre 2017)
33. 1 2  Technikart, « Hom Nguyen : « Lire l'heure par plaisir... » », sur Technikart, 11 décembre 2023 (consulté le 14 mars 2024)
34. 1 2  « À la découverte d’Hom Nguyen », sur Ville de Rueil-Malmaison, 6 avril 2023 (consulté le 14 mars 2024)
35. 1 2  « MUDACC - Musée des Arts de la Citadelle de Calvi », sur Balagne Corsica (consulté le 29 juin 2019).
36. ↑  « Hom Nguyen », sur Artistes à la Une, Togeth'Her (consulté le 20 février 2024)
37. 1 2  « Hôpital Tenon AP-HP : Vernissage de l’œuvre « Édith Piaf » offerte par l’artiste Hom Nguyen », sur aphp.fr (consulté le 22 février 2019).
38. 1 2  HXMai, « Présentation de l’exposition ‘Sans Repères’ de Hom Nguyen mercredi 15 juin 2016 (18h-22h), Espace Yoyo du Palais de Tokyo, Paris 16e », sur mcfv.eu, 14 juin 2016 (consulté le 17 janvier 2025)
39. ↑  « HOM NGUYEN AKA LE TALENT INSTINCTIF », sur blog.akaclothe.com (consulté le 17 janvier 2025)
40. ↑  Marie-France Chatrier, « La Vénus à la fourrure – Marie Gillain en voit de toutes les couleurs », Paris Match, no 3420,‎ décembre 2014, p. 18-23.
41. ↑  « Décret du 24 novembre 2021 portant promotion et nomination dans l'ordre national du Mérite », sur legifrance.gouv.fr, 25  novrembre 2021 (consulté le 17 janvier 2025)
42. 1 2  (en) Bangkok Post Public Company Limited, « Exhibition captures the mother-child bond », Bangkok Post,‎ 6 août 2025 (lire en ligne, consulté le 20 août 2025)
43. 1 2  « Hom Nguyen, le parcours fulgurant d’un artiste multifacettes - Art Actuel », sur artactuel.com (consulté le 26 mai 2015).
44. ↑  (ja) « 新築商業ビル「1/1 4172」の開業記念、ホム・グエン氏 日本初個展オープニングパーティーレポート », sur プレスリリース・ニュースリリース配信シェアNo.1｜PR TIMES,‎ 5 mars 2025 (consulté le 17 mars 2025)
45. ↑  « Exposition « Le fil d’ariane » – Hom Nguyen », sur letouquet.com (consulté le 16 janvier 2025)
46. ↑  « Hom Nguyen illumine la maison Bucherer Paris avec une exposition inédite », sur passion-horlogere.com, 18 juin 2024 (consulté le 16 janvier 2025)
47. ↑  « SOLID'ART le salon solidaire d'art contemporain revient à Paris du 2 au 5 mai », sur secourspopparis.org (consulté le 16 janvier 2025)
48. ↑  « NOUVEL AN LUNAIRE 2024 », sur mairie13.paris.fr (consulté le 8 février 2024)
49. ↑  (en-US) « Hom Nguyen: Entité », sur Culture Plus (consulté le 17 mars 2025)
50. ↑  « Illuminations. Portraits de femmes par Hom Nguyen - Musée d'art et d'histoire Paul Eluard », sur Musée d'art et d'histoire Paul Eluard (consulté le 14 mars 2024)
51. ↑  « L’œuvre de Hom Nguyen - L’idéal incarné », sur www.legion-etrangere.com (consulté le 18 juillet 2023)
52. ↑  « Hom Nguyen - Entité », sur Culturueil (consulté le 18 juillet 2023)
53. ↑  « Exposants », sur labiennaleparis.com (consulté le 26 novembre 2021).
54. ↑  « Dynamisme des artistes vietnamiens contemporains/ Contemporary Vietnamese artists », sur creationcontemporaine-asie.com (consulté le 26 novembre 2021).
55. ↑  « Artistes à la Une : Togeth’HER 2021 », sur monnaiedeparis.fr (consulté le 6 juin 2021).
56. ↑  « Step Creation at Art Central 2021 », sur artsy.net (consulté le 3 juin 2021).
57. ↑  « Exposition : portraits à hauteur d’Hom », sur 13 Comme Une (consulté le 15 mai 2021).
58. ↑  (en) « Art Cart 01 », sur SAC Gallery, 18 novembre 2020 (consulté le 10 février 2021).
59. ↑  (en) « Art Cart 01 Project | Subhashok The Arts Centre (S.A.C.) | Things to do in Bangkok », sur Time Out Bangkok (consulté le 10 février 2021).
60. ↑  « Hom Nguyen, invité d'honneur du nouvel espace d'exposition NatachaDassault Art Gallery », sur Artistikrezo, 20 octobre 2020 (consulté le 12 novembre 2020).
61. ↑  (en) Gerald Tan, « Hom Nguyen To Hold Solo Exhibition This Month: 5 Things To Know About The Artist », sur Singapore Tatler, 8 novembre 2019 (consulté le 9 novembre 2019).
62. ↑  « kiaf.org », sur kiaf.org (consulté le 30 septembre 2019).
63. ↑  (en-GB) « Hom Nguyen », sur miajagallery.com (consulté le 30 septembre 2019).
64. ↑  Jean-Paul-Lottier, « "Portraits de légionnaires" par l'artiste peintre Hom N'Guyen », sur corsenetinfos.corsica (consulté le 29 septembre 2019).
65. ↑  « Montceau - Exposition : le cireur de pompes fait une entrée en grande pompe à l'Embarcadère », sur L'infoRmateur de Bourgogne, 22 septembre 2019 (consulté le 22 septembre 2019).
66. ↑  Jean-Paul-Lottier, « L'artiste peintre Hom N'Guyen présent ce 29 juin à Calvi pour son exposition 'Racines" dans la Tour du Sel rénovée de Calvi », sur corsenetinfos.corsica (consulté le 29 juin 2019).
67. ↑  « Hom Nguyen : « Racines » », sur estrepublicain.fr (consulté le 6 juin 2019).
68. ↑  « Artistes à la Une : Togeth’HER », sur monnaiedeparis.fr (consulté le 22 février 2019).
69. ↑  (en) « So What - exhibition | organized by 'Magazine Latitudes' @SACBangkok », sur SAC Gallery, 10 février 2019 (consulté le 22 février 2019).
70. ↑  « Hom Nguyen, Face cachée / Dark side », sur officiel-galeries-musees.com (consulté le 25 janvier 2019).
71. ↑  (en) « Hom Nguyen’s Solo Exhibition “You Man” », sur asiabankersclub.com (consulté le 5 juin 2018).
72. ↑  « Art Paris 2018 », Syma News : le magazine d’actualité de Syma Mobile,‎ 19 avril 2018 (lire en ligne, consulté le 19 avril 2018).
73. ↑  Observascope TV, « Hom NGUYEN - Artiste peintre / Workshop Paris - Bangkok / Teaser 02 », sur youtube.com, 14 mars 2018 (consulté le 30 mars 2018).
74. ↑  (en) « Thailand Restaurant », sur thaifoodies.co (consulté le 30 mars 2018).
75. ↑  « Hom Nguyen Ligne de vie (communiqué de presse) », sur montresso.com, octobre 2017 (consulté le 18 octobre 2017).
76. ↑  « « Ligne de Vie » Hom Nguyen expose à l'espace Montresso, Marrakech (Maroc) », founoune art média,‎ 31 octobre 2017 (lire en ligne, consulté le 2 novembre 2017).
77. ↑  « L’artiste français Hom Nguyen expose à l’Espace d’art Montresso », sur Le Matin, 7 novembre 2017 (consulté le 15 novembre 2017).
78. ↑  « Visiter à Paris », sur elle.fr, 19 octobre 2017 (consulté le 19 octobre 2017).
79. ↑  « Hom NGUYEN - Trajectoire - Cnap », sur m.cnap.fr (consulté le 26 octobre 2017).
80. ↑  « Exposition personnelle – Hom Nguyen / Le Carmel Musée à Tarbes (FR) », sur Le Vadrouilleur urbain, 7 juillet 2017 (consulté le 7 juillet 2017).
81. ↑  « Hom Nguyen Agenda Exposition - Tarbes », sur tarbes.fr (consulté le 7 juillet 2017).
82. ↑  « Tarbes - Exposition Hom Nguyen », sur L'Occitanie au quotidien, juillet 2017 (consulté le 8 juillet 2017).
83. ↑  « Expositions », sur La nouvelle République des Pyrénées, 6 juillet 2017 (consulté le 8 avril 2017).
84. ↑  « Carmel. Hom Nguyen laisse sans voix », sur ladepeche.fr, 14 juillet 2017 (consulté le 14 juillet 2017).
85. ↑  Anne-Marie, « Hom Nguyen par Anne-Marie », sur youtube.com, 7 août 2017 (consulté le 9 août 2017).
86. ↑  « CIMAISES, BEAUX-ARTS ACTUELS », sur cimaises-leblog.fr (consulté le 6 avril 2017).
87. ↑  « Hom Nguyen », sur Art Paris Art Fair, 30 mars 2017 (consulté le 6 avril 2017).
88. ↑  (nl) « A2Z Art Gallery at Art Paris Art Fair 2017 », sur headlines24.nl (consulté le 6 avril 2017).
89. ↑  (en) « ART CENTRAL HONG KONG AND SOME OF OUR FAVOURITE ARTISTS », sur memeraki.com, 20 mars 2017 (consulté le 6 avril 2017).
90. ↑  (en) « Four Galleries We Loved at the Asia Now Art Fair in Paris », sur Robb Report Singapore, 7 février 2017 (consulté le 9 février 2017).
91. ↑  (en) Y-Jean Mun-Delsalle, « Q&A With Alexandra Fain, Founder Of Asia Now, Paris' First Dedicated Asian Contemporary Art Fair », Forbes,‎ 19 avril 2017 (lire en ligne, consulté le 16 mai 2017).
92. ↑  « Voyage introspectif au travers de la série Inner Cry d'Hom Nguyen », sur homaigod.com, 22 septembre 2016 (consulté le 23 septembre 2016).
93. ↑  nowbali.co.id.
94. ↑  « A2Z Art Gallery - Art Paris Art Fair - 31 mars > 3 avril 2016 - Grand Palais », sur Art Paris Art Fair 2016 (consulté le 6 avril 2016).
95. ↑  « Le président @fhollande devant les œuvres de Hom Nguyen de la galerie parisienne A2Z Art Gallery », sur twitter.com (consulté le 6 avril 2016).
96. ↑  (en-US) « 2016 EXHIBITING GALLERIES - Art Central Hong Kong », sur Art Central Hong Kong (consulté le 6 avril 2016).
97. ↑  (en) « In pictures: 11 works that caught our eye at Art Central on the Hong Kong harbourfront », sur South China Morning Post (consulté le 6 avril 2016).
98. ↑  (en) « A visitor looks at a artwork by Vietnamian artist Hom Nguyen entitled… », sur Getty Images (consulté le 23 février 2016).
99. ↑  « ART STAGE SINGAPORE 2016 Tour d’horizon », sur lepetitjournal.com, 22 juin 2016 (consulté le 14 juillet 2012).
100. ↑  « Art Paris Art Fair 2015 — A2Z Art Gallery — Grand Palais – La nef — Foire » (consulté le 26 mai 2015).
101. ↑  Marine Robin, « Hom Nguyen, le combat du siècle », Art Absolument, l’art d’hier et d’aujourd’hui, no 64,‎ mars-avril 2015, p. 26 (lire en ligne).
102. ↑  « Beirut Art Fair. Quatre petits jours et puis s’en va » (consulté le 26 mai 2015).
103. ↑  « Hom Nguyen, exposé à Bangkok, à Chiang Mai et dans le Triangle d’Or », sur lepetitjournal.com (consulté le 20 août 2025)